# Franciscus Sonnius
François van de Velde, dit Franciscus Sonnius, né le 12 août 1506 à Son (Brabant-du-Nord) et mort le 30 juin 1576 à Anvers, est un théologien et prélat du XVIe siècle, évêque de Bois-le-Duc de 1561 à 1570, puis evêque d'Anvers de 1569 à 1576.